# Muchówki dychoptyczne

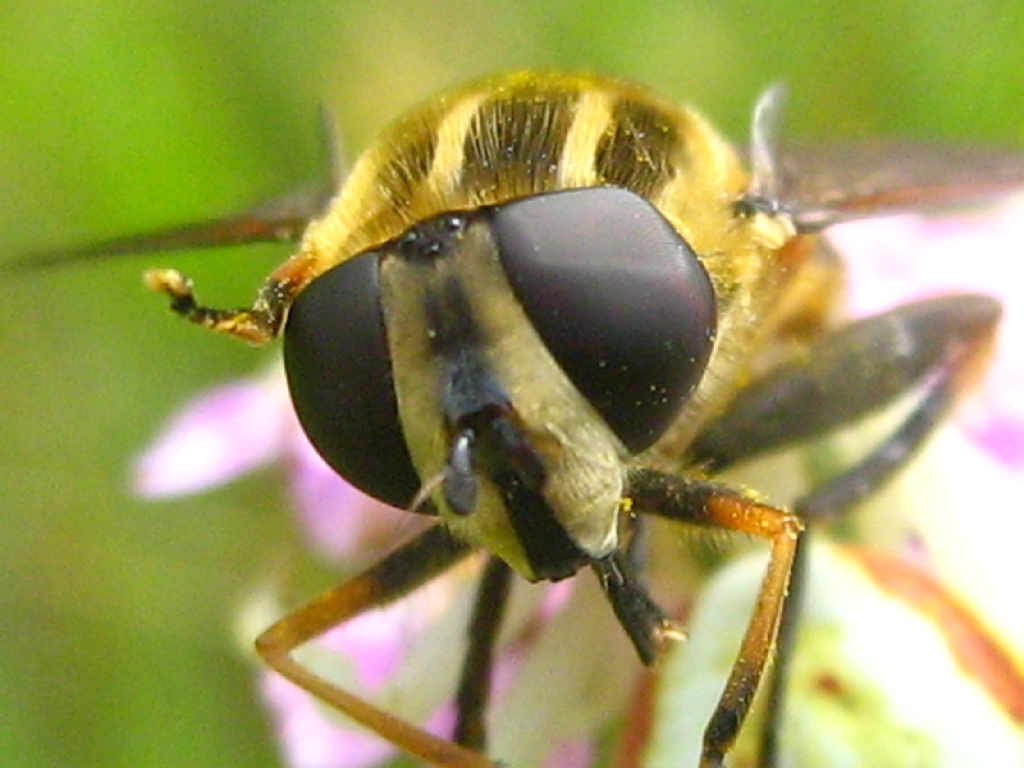
Dychoptyczne ustawienie oczu u Helophilus pendulus

Muchówki dychoptyczne – muchówki, u których oczy złożone ustawione są tak, że nie stykają się ze sobą.
U muchówek dychoptycznych oczy złożone rozdzielone są czołem. Czoło i ciemię stykają się ze sobą i płynnie przechodzą jedno w drugie.